# Циотрас, Панайотис
Панайо́тис Цио́трас (греч. Παναγιώτης Τσιότρας, англ. Panagiotis Tsiotras) — греко-американский учёный в области аэрокосмической инженерии, профессор Школы аэрокосмической инженерии имени Даниэля Гуггенхайма Инженерного колледжа Технологического института Джорджии (Georgia Tech), директор лаборатории динамических систем и систем управления при той же школе, заместитель директора Института робототехники и интеллектуальных машин при Georgia Tech, член-учредитель и член профессорско-преподавательского состава Центра космических технологий и исследований при Georgia Tech. Член Общества профессиональных инженеров Греции, Американского астронавтического общества, Американского института аэронавтики и астронавтики, Института инженеров электротехники и электроники (2019).
h-индекс = 53, процитирован > 10 510 раз.

## Биография
1987—1988: прохождение военной службы в ВВС Греции (в качестве программиста).

### Образование
Афинский национальный технический университет (диплом инженера-механика, 1986), Политехнический университет Виргинии и университет штата (магистр аэрокосмической инженерии, 1987), Университет Пердью (магистр прикладной математики, 1992; доктор философии в области аэронавтики и астронавтики, 1993; постдокторант, 1993—1994).

### Карьера
1998—н. в.: ассоциированный профессор (1998—2005), профессор (2005—н. в.) Технологического института Джорджии.
1998—н. в.: директор лаборатории динамических систем и систем управления при Школе аэрокосмической инженерии Georgia Tech.
2016—н. в.: заместитель директора по научно-исследовательской работе Института робототехники и интеллектуальных машин при Georgia Tech.
В качестве приглашённого профессора/исследователя/преподавателя работал в департаменте инженерных и прикладных наук Виргинского университета (1994—1998), Университете Пердью (1989—1994), Политехническом университете Виргинии (1986—1987, 1989), департаменте аэронавтики и астронавтики Массачусетском технологическом институте (2014—2015), Лаборатории реактивного движения NASA при Калифорнийском технологическом институте (2014, 2016, 2017, 2018), INRIA (2000, 2002—2003), Лаборатории автоматики Гренобля и Горной школе Парижа (2003).
Председатель секции космической робототехники редакционной коллегии научного журнала «Frontier in Robotics & AI», помощник редактора журналов «IEEE Transactions on Automatic Control» (2009—2011), «Journal of Guidance, Control, and Dynamics» (1999—2007), «IEEE Control Systems Magazine» (2003—2009) и «Journal of Dynamical and Control Systems» (2000—2002).
Автор многочисленных научных статей.
Исследования Циотраса финансируются NASA, NSF, ВВС США, Армией США, Управлением перспективных исследовательских проектов Министерства обороны США (DARPA) и частными промышленными компаниями.

## Сфера научных интересов
Нелинейное, робастное и оптимальное управление, искусственный интеллект, роботика, летающие роботы, космические аппараты, интеллектуальная робототехника.

## Награды и премии
- CAREER Award от Национального научного фонда
- Outstanding Aerospace Engineer Award от Университета Пердью
- Sigma Xi President and Visitor’s Award for Excellence in Research
- многочисленные стипендии[3]